# Asplundia antioquiae
Asplundia antioquiae är en enhjärtbladig växtart som beskrevs av Gunnar Wilhelm Harling. Asplundia antioquiae ingår i släktet Asplundia och familjen Cyclanthaceae.
Artens utbredningsområde är Colombia. Inga underarter finns listade.